# Rhodeus

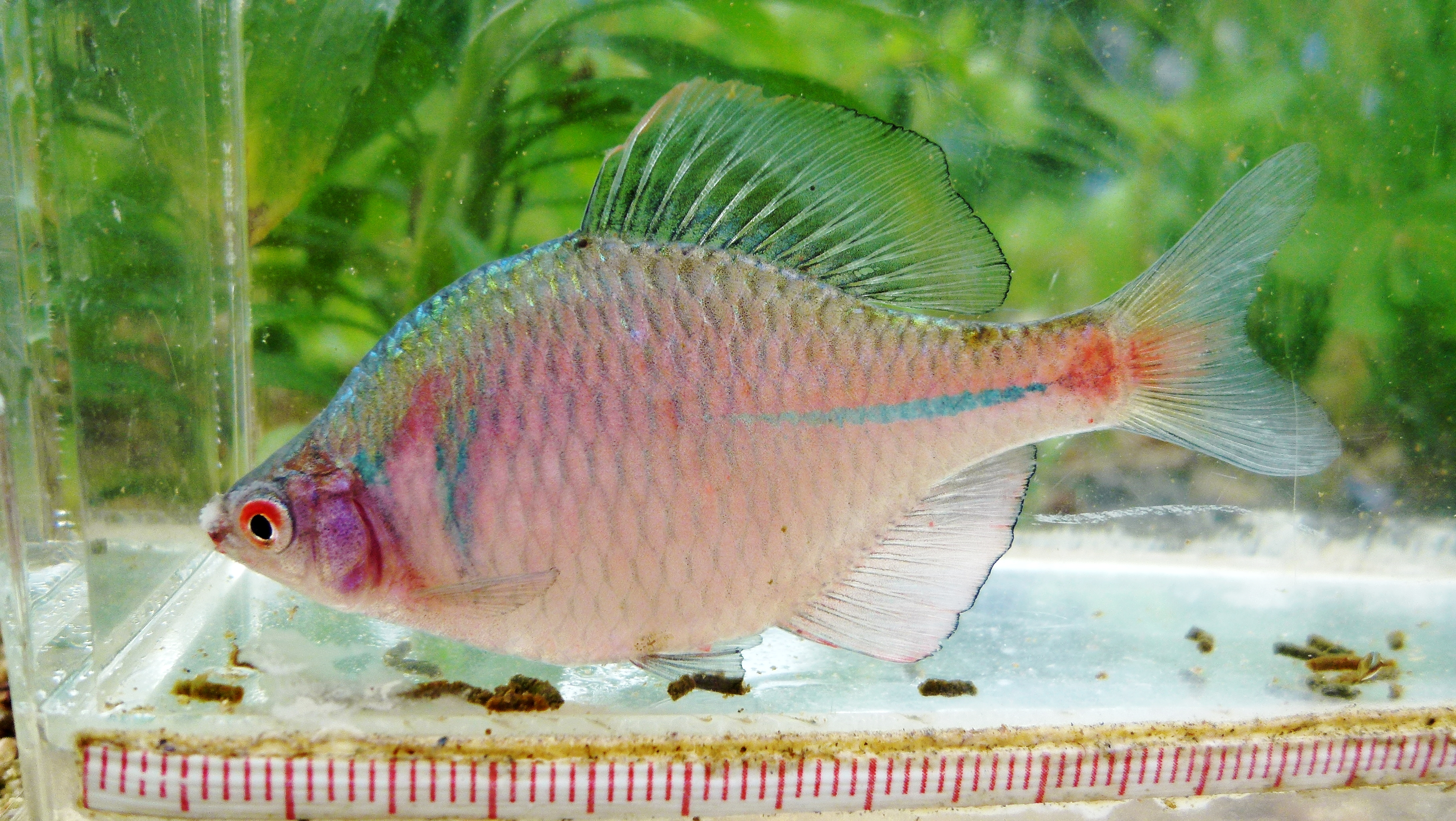
Rhodeus ocellatus kurumeus

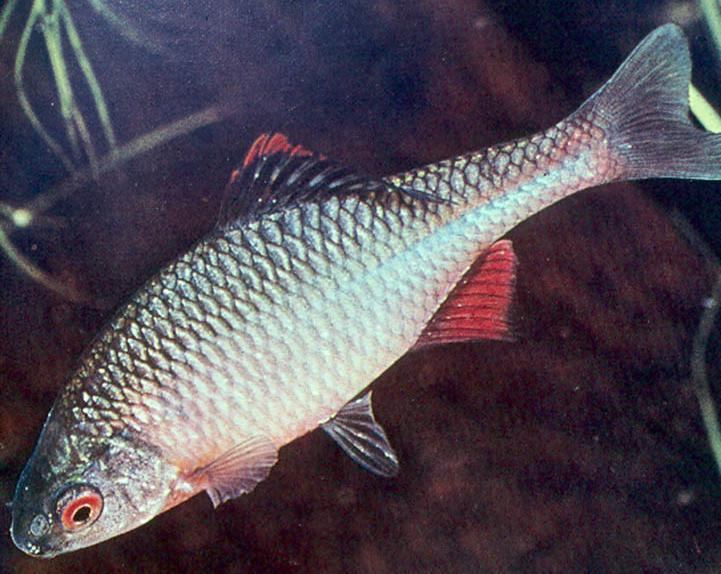
Rhodeus sericeus

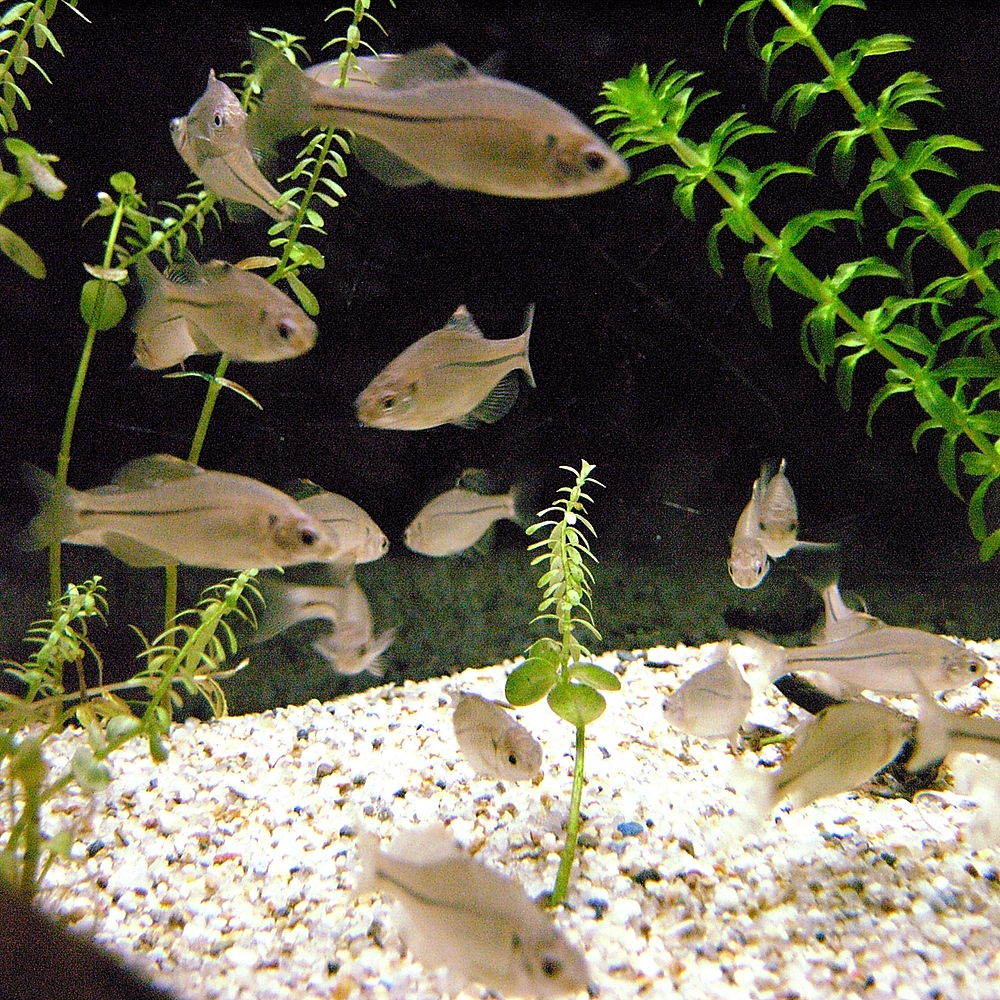
Rhodeus atremius suigensis

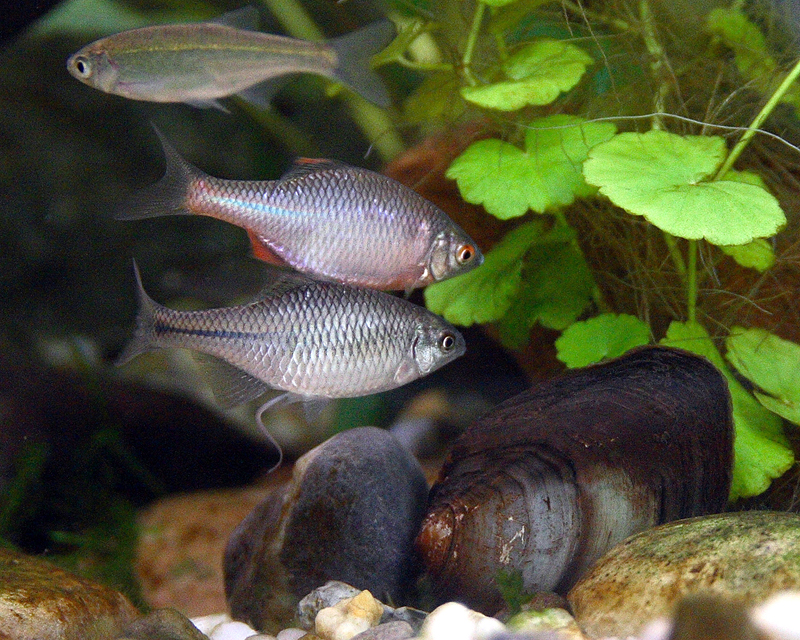
Rhodeus sericeus

Rhodeus és un gènere de peixos de la família dels ciprínids i de l'ordre dels cipriniformes.

## Alimentació
Són omnívors: mengen invertebrats i plantes.

## Taxonomia
- Rhodeus amarus (Bloch, 1782)[4]
- Rhodeus amurensis (Vronsky, 1967)
- Rhodeus atremius (Jordan & Thompson, 1914)[5]
- Rhodeus chosenicus (Jordan & Metz, 1913)
- Rhodeus colchicus (Bogutskaya & Komlev, 2001)[6]
- Rhodeus elongatus (Singh, 1994) †
- Rhodeus fangi (Miao, 1934)[7]
- Rhodeus haradai (Arai, Suzuki & Shen, 1990)[8]
- Rhodeus hondae (Jordan & Metz, 1913)[9]
- Rhodeus laoensis (Kottelat, Doi & Musikasinthorn, 1998)[10]
- Rhodeus lighti (Wu, 1931)[11]
- Rhodeus meridionalis (Karaman, 1924)[12]
- Rhodeus notatus (Nichols, 1929)[13]
- Rhodeus ocellatus (Kner, 1866)[14]
- Rhodeus pseudosericeus (Arai, Jeon & Ueda, 2001)[15]
- Rhodeus rheinardti (Tirant, 1883)[16]
- Rhodeus sciosemus (Jordan & Thompson, 1914)[5]
- Rhodeus sericeus (Pallas, 1776)[17]
- Rhodeus sinensis (Günther, 1868)[18]
- Rhodeus smithii (Regan, 1908)[19]
- Rhodeus spinalis (Oshima, 1926)[20]
- Rhodeus suigensis (Mori, 1935)[21]
- Rhodeus syriacus (Lortet, 1883)
- Rhodeus uyekii (Mori, 1935)[22][23][24][25][26][27][28]